# Cryptolabis (Cryptolabis) mixta
Cryptolabis (Cryptolabis) mixta is een tweevleugelige uit de familie steltmuggen (Limoniidae). De soort komt voor in het Nearctisch gebied.